# Fernando Arias Cabello
Raúl Fernando Arias Cabello (Chimbote, 22 de agosto de 1949-Ciudad de México, 27 de abril de 2015) fue un músico, cantante y compositor peruano reconocido por la autoría del tema Recuerdos de una noche, que en el año 1974 grabó el grupo peruano de música tropical y romántica Los Pasteles Verdes.

## Historia
Nació en el puerto industrial de Chimbote, al norte de Lima, Perú, el 22 de agosto de 1949. Siendo la familia Arias Cabello dueña de la estación radial "Radio Interamericana", en el Puerto de Chimbote, es como al incipiente compositor y cantante le brota el deseo de componer y escribir canciones, al grado de llegar a cantar en pequeñas reuniones los éxitos de aquellos años. A la edad de 10 años, ganó el Primer Lugar del Primer Festival de Canto que se hizo en Chimbote en el Cine Teatro Bahía, posteriormente compuso el tema "Quisiera volver a encontrarte" que fue premiada como la canción favorita del Festival Internacional de la Canción de Trujillo de la Primavera en 1973, interpretada por el cantante trujillano Ronal Sáenz "El Ángel" en el Coliseo Mansiche de Trujillo.
Habiendo fundado el grupo "Los Pardos" con el que grabó un casete con algunos temas de su inspiración, entre ellos "Recuerdos de una noche", y buscando material discográfico para el programa de Radio Interamericana de Chimbote: "Despegue Espacial de Éxitos", Carlos (Calín) Arias, hermano de Fernando y Koki Torres, compañero de estudios en el Colegio San Pedro de Chimbote y Claretiano de Trujillo, le hacen llegar el casete a la compañía de discos Infopesa, donde el productor Alberto Maraví lo escucha por primera vez.
Es aquí donde se inician los éxitos tanto para Fernando Arias, como para Los Pasteles Verdes, en la voz del cantante Aldo Guibovich pues aparte de haber grabado Recuerdos de una noche, le suceden Ya es de noche y es mejor, No sé que tengo, no sé, No te das cuenta, Nombrándome, Te quiero todavía, Quisiera hablarte, Aquél lugar, El final que no llegó, entre otros más.
En 1974, la canción fue recibe el disco de oro por su tema Recuerdos de una noche del disco de Pasteles Verdes, del mismo nombre. En 1976, Los Pasteles Verdes, graban el disco Bésame mucho con la voz de Fernando Arias bajo licencia de INFOPESA.
En 2006, graba en Perú su disco doble Fernando Arias y sus Pasteles del Perú: Lo mejor y Lo nuevo, (Iempsa), además de componer el tema Chimbote, por el primer centenario de su ciudad nativa.
En 2008, sale el disco Los Pasteles de Perú, Lo Nuevo (Multimusic Inc.), con temas de su autoría.
En 2011, graba el disco "Las más hermosas canciones de Juan Gabriel y Joan Sebastian" (Multimusic Inc.), versionando los temas "Yo no nací para amar", "Te lo pido por favor", del cantautor mexicano Juan Gabriel, así como "Tatuajes", "Amorcito mío", "25 rosas" entre otras, del también cantautor guerrerense Joan Sebastian, al más puro estilo romántico que caracteriza la música de Fernando Arias y Los Pasteles del Perú.
El 28 de marzo de 2014 se presentó en Jerez de García Salinas, Zacatecas, cerrando los festejos de la Feria de la Primavera Jerez 2014, en un magno escenario alternando con el grupo Bronco Gigante de América y Los Terrícolas. 
El 24 de abril de 2014 se presentó en los festejos del 51 aniversario de la Fundación del municipio mexiquense de Nezahualcóyotl, alternando con los legendarios grupos de Los Terrícolas, La Tropa Loca, Acapulco Tropical y Acerina y su danzonera, siendo ésta, y la del 28 de marzo, sus últimas presentaciones en vida, en eventos masivos. 
Radicaba en la Ciudad de México, y seguía teniendo actuaciones en vivo como "Fernando Arias y sus Pasteles del Perú", "Los Internacionales Pasteles del Perú" y "Los Pasteles del Perú", que son marcas registradas en México. Falleció en su casa de México, D. F. el lunes 27 de abril de 2015, rodeado de sus familiares.

### Actualidad
La música y composiciones originales del fallecido cantautor Chimbotano Fernando Arias (EPD) se siguen escuchando gracias al legado que heredó su hijo Fernando Arias Jr. y que se sigue presentando con el grupo que acompañara en vida a su sr. padre y maestro, y con la presencia de la segunda voz y cantante tropical Carlos "Calín" Arias, hermano de Fernando, quien también lo acompañó muchos años en el grupo "Los Pasteles del Perú" en giras por todo México, Centroamérica y Estados Unidos.
Sigue así pues, cumpliendo con el deseo de su padre la agrupación original con la voz inconfundible de Fernando Arias Jr. en el estilo que es reconocido por todos en Perú y en México, con el romanticismo de siempre, el sonido original que a su paso por "Los Pasteles Verdes" hizo característico Fernando Arias padre, su música y composiciones originales siguen intactas cautivando a las nuevas generaciones románticas, presentándose en diversos foros por la República Mexicana. 
La leyenda continúa con Fernando Arias Jr. y sus Pasteles del Perú, después de hacer su magna presentación en la plaza de armas de Chimbote, Perú, en donde miles de personas se dieron cita para atestiguar y dar fe de que la música de Fernando Arias Cabello, en voz de su hijo Fernando Arias Jr. no se olvidará jamás.